# Rodrigo Astudillo
Rodrigo Daniel Astudillo (Jesús María, 23 novembre 1977) è un ex calciatore argentino, di ruolo attaccante.

## Palmarès

### Club

#### Competizioni internazionali
- Coppa CONMEBOL: 1

Talleres (C): 1999
- Coppa Sudamericana: 1

San Lorenzo: 2002